# Споразум о пријатељству и сарадњи између Републике Босне и Херцеговине и Републике Хрватске
Споразум о пријатељству и сарадњи између Републике Босне и Херцеговине и Републике Хрватске потписали су предсједник предсједништва Републике Босне и Херцеговине Алија Изетбеговић и предсједник Републике Хрватске Фрањо Туђман у Загребу 21. јула 1992. током ратних сукоба на простору Југославије. Споразумом је успостављена сарадња, иако нехармонична, између потписница као основа за заједничку одбрану од српских снага. Такође је Хрватско вијеће одбране (ХВО) стављено под заповједништво Армије Републике Босне и Херцеговине (АРБиХ).
Изетбеговић, који се надао да ће спријечити да Босна и Херцеговине потпадне под утицај Хрватске или Србије, потписао је споразум након што је Стјепана Кљуића, предсједника босанскохерцеговачког огранка Хрватске демократске заједнице (ХДЗ), Туђман смијенио и на његов положај поставио Мате Бобана, који је блокирао испоруку залиха у Сарајево гдје је била у току блокада и прогласио независност Хрватску Републику Херцег-Босну (ХР-ХБ). Споразум се распао у октобру након низа догађаја, укључујући атентат на Блажа Краљевића, вођу Хрватских одбрамбених снага (ХОС) у Босни и Херцеговини, падом Посавине, Босанског Брода и Јајца под контролу Војске Републике Српске (ВРС), а након велике борбе између ХВО-а и АРБиХ-а у Прозору.